# Моја луда глава
Моја луда глава је југословенски филм из 1971. године. Режирао га је Вук Вучо а сценарио је написао Милан Милићевић. Главне улоге тумаче Дуња Ланго и Велимир Бата Живојиновић.

## Радња
Доживљаји инспектора чији су противници злочинци који не бирају средства у својим мрачним подухватима, после многих вратоломија уз сарадњу лепе жене, тајног агента Интерпола, успева да се обрачуна са бандитима.

## Улоге
| Глумац                   | Улога         |
| ------------------------ | ------------- |
| Велимир Бата Живојиновић | Андрија       |
| Дуња Ланго               | Елиза         |
| Мелита Бихали            | рецепционарка |
| Александар Гаврић        | начелник      |
| Душан Јанићијевић        |               |
| Ратислав Јовић           |               |
| Михајло Бата Паскаљевић  |               |
| Радмила Савићевић        | Матилда       |
| Миливоје Мића Томић      |               |
| Павле Вуисић             | капетан       |
| Мирко Милисављевић       |               |
| Иван Јонаш               |               |
| Олга Нађ                 |               |